# Бальбек Руслан Ісмаїлович
Русла́н Ісмаїлович Бальбе́к (нар. 28 серпня 1977, Бекабад, Ташкентська область, Узбецька РСР) — кримськотатарський російський і український державний діяч, проросійський політик. Депутат Держдуми РФ VII скликання, заступник голови комітету Держдуми РФ у справах національностей з 5 жовтня 2016 року. Кандидат політичних наук (2019).
Заступник голови Ради міністрів окупаційної влади РФ у так званій Республіці Крим (з 28 травня 2014  — 5 жовтня 2016 року). Помічник депутата Верховної Ради України (2010—2013).
Член російської партії «Єдина Росія». Член «Загальноросійського народного фронту».

## Життєпис
Народився в Узбекистані. 1994 року закінчив Грушевську середню школу в Судаку.
- 2000 — закінчив Таврійський інститут підприємництва і права, 2001 — закінчив Таврійський національний університет ім. Вернадського.
- 2001—2006 — директор спільної турецько-української туристичної компанії «Тез Тур».[6]
- 2007—2012 — делегат Курултаю кримськотатарського народу.[7]
- 2010—2013 — помічник депутата ВРУ від Партії регіонів Дмитра Шенцева.

З 2013 року — у складі республіканського комітету у справах міжнаціональних відносин і депортованих громадян. Після призначення заявив, що «намітилася прогресивна тенденція — до роботи в органах влади в тій чи іншій формі залучається все більше кримських татар, але вже не за принципом квотування місць для оточення керівників меджлісу, а за своїм особистісним і професійним якостям». Виступав з критикою Меджлісу кримськотатарського народу та їх лідерів. Звинувачував Меджліс у зв'язках з американським сенатором Джоном Маккейном. На його думку, цілі керівництва Меджлісу суперечать інтересам кримськотатарського народу.
2014—2016 — заступник голови Ради міністрів так окупаційної влади РФ у так званій «Республіці Крим».
З 18 квітня 2014 року — член російської пропутінської партії Єдина Росія. Входить до складу генеральної ради партії.
З 28 травня 2014 — «представник Меджлісу кримськотатарського народу», «замінив» на цій посаді Ленура Іслямова.
Раніше депутати ради Криму Лентун Безазієв і Едіп Гафаров запропонували висловити недовіру Іслямову і відправити його у відставку за бездіяльність в питаннях облаштування репатріантів.
З 5 жовтня 2016 року — депутат Держдуми РФ VII скликання, заступник голови комітету у справах національностей.
2017 року закінчив Російську академію Народного господарства і державної служби при Президенті РФ, державне і муніципальне управління, програма «Безпека державного управління та протидію корупції». 2019 року в Москві захистив дисертацію.
В листопаді 2019-го російська делегація привезла Бальбека для виступу на форумі ООН в Женеві. Там він намагався розказати про «щасливе життя українців та татар» під російською окупацією. Деякі з представників держав на форумі вимагали зупинити виступ, що складався цілком з російської пропаганди, дехто заглушав його витсуп, стукаючи по столу, після чого він скороговіркою закінчив «виступ».

### Депутат Держдуми РФ VII скликання

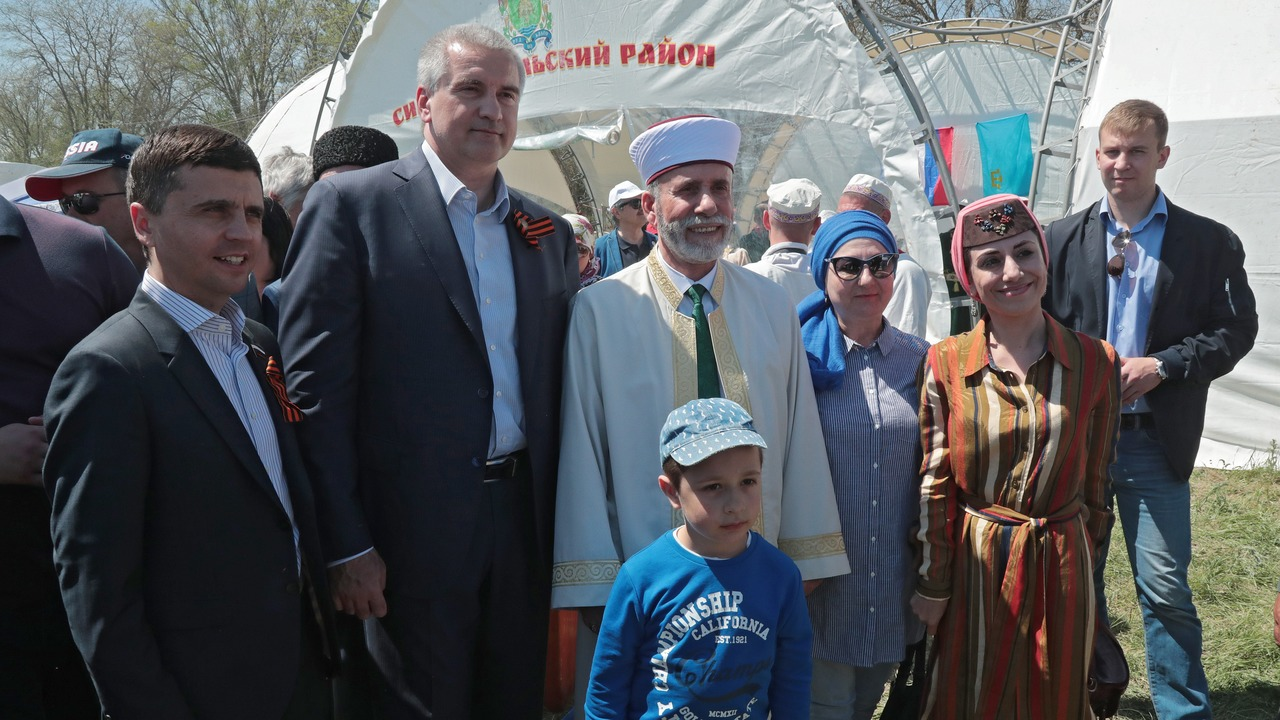
Бальбек і керівник тимчасової окупаційної влади РФ в АРК Аксьонов на святкуванні Хидирлез, 2019

18 вересня 2016 року обраний депутатом Держдуми Росії VII скликання. Голова «підкомітету з питань законодавчого забезпечення реалізації державної національної політики» окупаційної влади Росії в Криму і Севастополі.
Є головою підкомітету з питань законодавчого забезпечення реалізації державної національної політики Росії в Криму і Севастополі.
2016 року Прокуратура України відкрила кримінальні справи про держзраду щодо депутатів Держдуми, обраних на території Криму. Бальбек назвав звинувачення «нонсенсом», зазначивши, що не давав присяги на вірність «майданному уряду».
За даними персонального сайту, інспектує будівництво Соборної мечеті, контролює реставраційні роботи у Великій Ханській мечеті.
14 червня 2018 року запропонував зміцнити кордони Росії у зв'язку із створенням Україною ударного угруповання в регіоні Азовського моря.
22 листопада 2018 року виступив дискусійному форумі ООН в Швейцарії з питань прав людини, демократії та верховенства права.
18 грудня 2018 року нагороджений почесною грамотою Президента РФ, нагороду вручив перший заступник голови Адміністрації президента РФ Кирієнко.

### Законопроєкти
5 листопада 2016 року вніс до держдуми РФ законопроєкт, що спрощує надання реабілітованим соціального захисту та виплату компенсацій. Виплата та подновлення в правах можливі після отримання довідок про реабілітацію. Однак, у громадян, що підлягають реабілітації при отриманні довідок виникають труднощі через затримку надання в МВС Росії необхідних документів з МВС Узбекистану.
19 липня 2018 року брав участь у першому читанні законопроєкту про пенсійну реформу в Росії і проголосував за підвищення пенсійного віку.

## Погляди
Критикує політику України, США і Заходу загалом. Вважає, що дії Києва спрямовані на «роз'єднання українського народу» і культурної єдності євразійського простору і не може залишатися без відповідних дій, засуджував політику Британії, Франції, США щодо Сирії.

### Громадська діяльність
- 2011 року очолював громадську організацію «Покоління Крим».[24]
- Голова опікунської ради кримського футбольного клубу «Кизилташ».

## Доходи
За даними сайту Держдуми РФ, 2016 року Бальбек заробив 2 379 149 рублів, 2017 року — 4 593 799 рублів. Має земельну ділянку в безоплатному користуванні площею 800 м², житловий будинок 120 м², квартиру 100 м²., за 2018 рік дохід Бальбека склав 4811501,32 рублів, також він має земельну ділянку в безоплатному користуванні 800,00 м2, житловий будинок 120,00 м2, квартиру 100,00 м2.

## Санкції
23 листопада 2016 року був внесений до санкційного списку Канади.

## Особисте життя
Одружений, виховує доньку.

## Нагороди
- грамота президента РФ (18 грудня 2018 року, Москва) — «за активну участь суспільно-політичного життя суспільства».
- Медаль «МПА СНД. 25 років» (11 січня 2018, Москва) — «за підтвердження парламентських зв'язків між депутатами».[29]
- Медаль «За захист Криму» (2015) — медаль тимчасової окупаційної влади за допомогу в анексії Криму.
- Орден «За вірність обов'язку» (13 березня 2015, окупаційна влада Криму)[30]